# 1961年2月15日日食
1961年2月15日日食是一次日全食，發生於1961年2月15日（當天也是春節）。新月當天（即朔日），地球上觀測到月球和太阳的角距離極小，此時月球如果恰好在月球交點附近，穿過太阳和地球之間，與地球、太阳接近一直線，則會出現日食。月球本影接觸地表而使該區域完全得不到陽光，就會形成日全食，同時在本影兩側數千公里的半影範圍內遮擋部分陽光，形成日偏食。此次日全食經過了法国、摩纳哥、意大利、圣马力诺、南斯拉夫、阿爾巴尼亞、保加利亞、羅馬尼亞、苏联，日偏食則覆蓋了歐亞大陸的大部分和非洲中北部。

## 日食概況

### 出現區域
法国布列塔尼半島西南約160公里的比斯開灣海面在日出時最先看到日全食。此後月球本影向東南穿過法国、意大利，跨過亞得里亞海，又逐漸轉向東北穿過南斯拉夫，擦過阿爾巴尼亞北部，沿保加利亞和羅馬尼亞交界處進入苏联，經過黑海西北部後在今屬俄罗斯的羅斯托夫州阿克賽區境內達到最大食分。此後本影繼續在苏联境內向東北移動，最終在日落時分結束於泰梅爾（多爾干-涅涅茨）自治區境內（今克拉斯諾亞爾斯克邊疆區北部）。其中，全食帶共覆蓋了四個首都——摩纳哥、聖馬力諾、保加利亞索菲亞、羅馬尼亞布加勒斯特。此外，當時隸屬南斯拉夫的今波斯尼亚和黑塞哥维那塞拉耶佛、蒙特內哥羅波德戈里察、科索沃普里什蒂纳也在全食帶內。
本影經過的陸地包括：
- 法國：卢瓦尔河地区南部、普瓦圖-夏朗德中南部、阿基坦北部、利穆赞中南部、南部-比利牛斯北部、奥弗涅南半部、朗格多克-鲁西永北部、罗纳-阿尔卑斯南半部、普罗旺斯-阿尔卑斯-蓝色海岸除西南部海岸外的大部、科西嘉北端；
- 摩納哥全境；
- 義大利：皮埃蒙特南半部、利古里亞、伦巴第西南部、艾米利亞-羅馬涅中南部、托斯卡纳除南端外的大部、翁布里亚除南端外的大部、拉齐奥北端、馬爾凱、阿布魯佐北部；
- 圣马力诺全境；
- 南斯拉夫聯邦人民共和國：
  - 克羅地亞社會主義共和國：今利卡-塞尼縣南部、扎達爾縣除北端外的絕大部分及上述地區以南各地；
  - 波斯尼亞和黑塞哥維那社會主義共和國：今波士尼亞與赫塞哥維納聯邦除北部外的大部和塞族共和國中南部；
  - 黑山社會主義共和國：今布德瓦市鎮北半部、巴爾市鎮北部、波德戈里察首都市除南端外的大部及上述地區以北各地；
  - 塞爾維亞社會主義共和國：今塞尔维亚的中塞爾維亞除北部和南端邊境外的大部，及科索沃的普里茲倫區北半部、烏羅舍瓦茨區中北部、格尼拉內區除南端外的絕大部分及上述地區以北各地；
  - 馬其頓社會主義共和國：今北馬其頓的舊納戈里查內區北端和克里瓦帕蘭卡區北端；
- 阿爾巴尼亞：士科德州北部和庫克斯州北部；
- 保加利亞：丘斯滕迪爾州北部、佩爾尼克州除極東南角外的絕大部分、索非亞州中北部、帕扎爾吉克州北部、舊扎戈拉州北部、斯利文州北半部、揚博爾州極北端、布爾加斯州北部、瓦爾納州除極東南角外的絕大部分，及上述地區以北各地；
- 羅馬尼亞：梅赫丁茨縣南半部、戈爾日縣南部、多爾日縣除極北端外的絕大部分、沃爾恰縣南部、奧爾特縣除北端外的絕大部分、阿爾傑什縣南部、登博維察縣南半部、普拉霍瓦縣南部、布澤烏縣南部、布勒伊拉縣中南部、圖爾恰縣除西北角外的大部，及上述地區以南各地；
- 苏联：
  - 乌克兰苏维埃社会主义共和国：敖德薩州南端、赫爾松州東南半部、扎波羅熱州東南半部、顿涅茨克州南部、盧甘斯克州南部，今有爭議的塞瓦斯托波爾和克里米亞自治共和國；
  - 俄罗斯苏维埃联邦社会主义共和国：經過克拉斯諾達爾邊疆區北部後自西南向東北斜貫羅斯托夫州和史達林格勒邊疆區（今伏爾加格勒州）中部偏南，經過卡爾梅克蘇維埃社會主義自治共和國（今卡尔梅克共和国）北端、阿斯特拉罕州西北端、薩拉托夫州東南半部、古比雪夫州（今稱薩馬拉州）中南部、奧倫堡州西部、韃靼蘇維埃社會主義自治共和國（今韃靼斯坦共和國）東南部、巴什基爾蘇維埃社會主義自治共和國（今巴什科爾托斯坦共和國）西北半部、彼尔姆州東南部（今屬彼爾姆邊疆區）、車里雅賓斯克州西北部，斜貫斯維爾德洛夫斯克州中部偏南、漢特-曼西國民州（今漢特-曼西自治區）中部偏西、亞馬爾-涅涅茨自治區中部偏東，擦過克拉斯諾亞爾斯克邊疆區北端後進入泰梅爾（多爾干-涅涅茨）自治區西南部（今屬克拉斯諾亞爾斯克邊疆區）並離開地表，其中最大食分位於羅斯托夫州阿克賽區境內；
  - 哈萨克苏维埃社会主义共和国：西哈薩克斯坦州西北部。[3][4]

除了狹窄的全食帶內能看見日全食之外，月球半影覆蓋範圍內都能看到日偏食，包括欧洲除冰岛、斯瓦尔巴、法蘭士約瑟夫地群島外的大部分、北非、西非除西南部海岸外的絕大部分、中部非洲北部、东非北部、西亚、南亚中北部、中國西部和中北部、蒙古、苏联除遠東外的大部分。

### 基本參數
- 類型：日全食
- 食甚中心處（位於苏联羅斯托夫州阿克賽區境內）資料：
  - 時間：1961年2月15日8:19:14.6

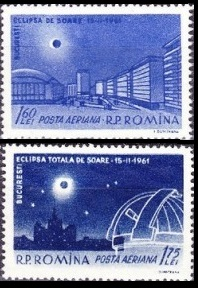
羅馬尼亞為本次日全食發行的郵票

  - 地點：47°22.6′N 40°0.6′E / 47.3767°N 40.0100°E
  - 食分：1.0360（全食帶內最大）
  - 日全食持續時間：2分45.1秒

## 觀測
美国德克薩斯大學的觀測隊在意大利比萨觀測了日全食，主要研究太陽輻射中波長在1釐米以下的部分。當時日冕儀已經解決了可见光波段的日冕觀測問題，但適合於毫米波段觀測的儀器仍欠缺，因此仍需藉助日全食時太阳光球被遮擋的機會觀測。意大利佛罗伦萨的阿切特里天文台也做了觀測。在法国等地也有許多新聞報刊提醒民衆使用減光措施觀看日食，以免傷及視力甚至失明。

## 軼事

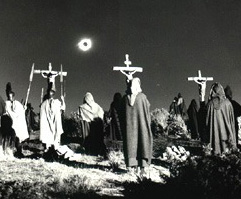
1961年電影《巴拉巴》中利用本次日全食再現的受難黑暗

安東尼·奎恩主演的電影《巴拉巴》中耶穌被釘十字架的鏡頭是在意大利出現此次日全食時拍攝的。

## 相關的日食

### 1961-1964年的日食
月球交替位於相對的月球交點時，以半個交點年（食年），即約177天又4小時間隔出現下列日食。
| 降交點                                                         | 降交點                   |          | 升交點                  | 升交點 |
| 沙羅周期                                                       | 地圖                     | 沙羅周期 | 地圖                    |        |
| 120                                                            | 1961年2月15日 全食       | 125      | 1961年8月11日 環食      |        |
| 130                                                            | 1962年2月5日 全食        | 135      | 1962年7月31日 環食      |        |
| 140                                                            | 1963年1月25日 環食       | 145      | 1963年7月20日 全食      |        |
| 150                                                            | 1964年1月14日 偏食（南） | 155      | 1964年7月9日 偏食（北） |        |
| 註：1964年6月10日和1964年12月4日的日偏食屬於下一組交點年系列。 |                          |          |                         |        |

### 沙羅周期
沙羅周期長度為18年11天。本次日食屬於沙羅週期120，共包含71次日食，依次為933年5月27日至1041年7月30日的7次日偏食、1059年8月11日至1492年4月26日的25次日環食、1510年5月8日至1564年6月8日的4次全環食（亦稱混合食）、1582年6月20日至2033年3月30日的26次日全食、2051年4月11日至2195年7月7日的9次日偏食，總共歷時1262.11年。其中最長的全食發生於1997年3月9日，共持續了2分50秒。
下表列舉了1901年至2100年間發生的屬於該周期的日食，是第55至65次：
| 55            | 56            | 57            |
| ------------- | ------------- | ------------- |
| 1907年1月14日 | 1925年1月24日 | 1943年2月4日  |
| 58            | 59            | 60            |
| 1961年2月15日 | 1979年2月26日 | 1997年3月9日  |
| 61            | 62            | 63            |
| 2015年3月20日 | 2033年3月30日 | 2051年4月11日 |
| 64            | 65            |               |
| 2069年4月21日 | 2087年5月2日  |               |

## 資料來源
1. ↑  樊忠玉. . 中国天文科普网.   [2016-04-01]. （原始内容存档于2014-09-17）.
2. 1 2  Fred Espenak. . NASA Eclipse Web Site.   [2016-04-03]. （原始内容存档于2020-10-25）.（英文）
3. ↑  Fred Espenak. . NASA Eclipse Web Site.   [2016-04-03]. （原始内容存档于2020-10-20）.（英文）
4. ↑  Xavier M. Jubier. .   [2016-04-03]. （原始内容存档于2019-08-30）.（法文）（英文）
5. ↑  Fred Espenak. . NASA Eclipse Web Site.   [2016-04-03]. （原始内容存档于2008-08-29）.（英文）
6. ↑  C. W. Tolbert & A. W. Straiton. . 天文物理期刊: 822–826.   [2016-04-05]. （原始内容存档于2019-08-30）.（英文）
7. ↑  . YouTube.   [2016-04-05]. （原始内容存档于2017-03-27）.（英文）
8. 1 2  Xavier M. Jubier. .   [2016-04-05]. （原始内容存档于2019-09-11）.（法文）（英文）
9. ↑  Fred Espenak. . NASA Eclipse Web Site.（英文）

## 外部連結
- NASA日食專頁（页面存档备份，存于）（英文）
- 可見區域圖和時間統計：由弗雷德·埃斯佩纳克做出的日食預報，NASA/GSFC
  - Google互動地圖呈現的日食範圍
  - 貝塞爾元素
- Google地圖顯示的日全食和日偏食範圍（页面存档备份，存于）（法文）（英文）
- 1961年2月15日日全食（页面存档备份，存于），拍攝於意大利阿拉西奧（英文）

| \| \| 日食 \|                             |                              |                                           |
| 上一次日食： 1960年9月20日日食 （日偏食） | 1961年2月15日日食 （日全食） | 下一次日食： 1961年8月11日日食 （日環食） |
| 上一次日全食： 1959年10月2日日食          | 1961年2月15日日食 （日全食） | 下一次日全食： 1962年2月5日日食           |
|                                           | 日食                         |                                           |